# Параксантин

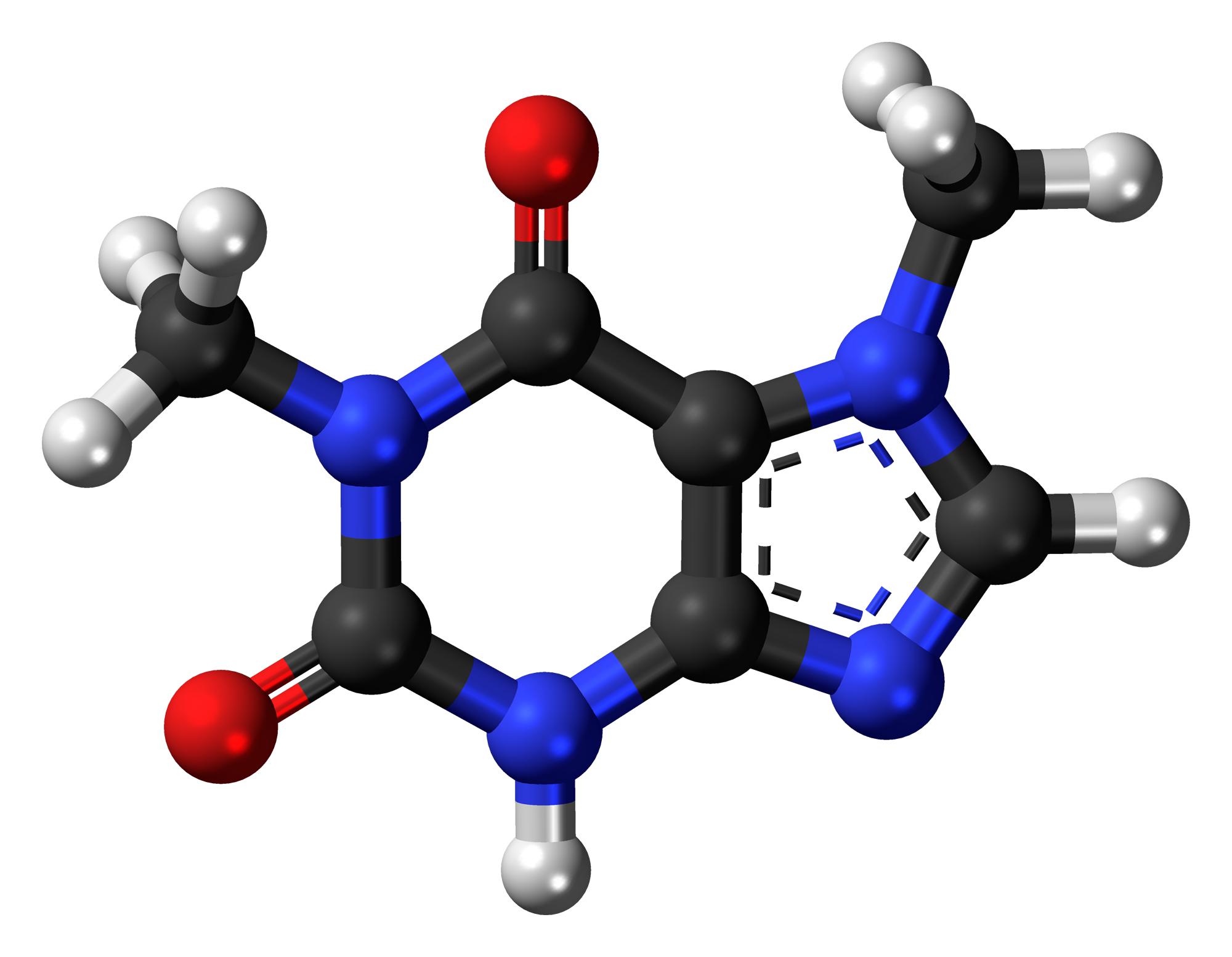
Параксантин

Параксантин

Параксантин, або 1,7-диметилксантин — диметиловий похідний ксантину, структурно споріднений кофеїну.

## Виробництво та метаболізм
Не відомо, чи параксантин виробляється рослинами, але спостерігається в природі як метаболіт кофеїну у тварин і деяких видів бактерій. Після прийому приблизно 84 % кофеїну деметилюється в 3-положенні з утворенням параксантину, що робить його основним метаболітом кофеїну в організмі людини.
Параксантин також є основним метаболітом кофеїну в організмі людини та інших тварин, наприклад мишей. Незабаром після прийому кофеїн метаболізується в параксантин печінковим цитохромом P450, який видаляє метильну групу з N3-положення кофеїну. Після утворення параксантин може бути розщеплений до 7-метилксантину шляхом деметилювання положення N1, який згодом деметилюється в ксантин або окислюється CYP2A6 і CYP1A2 до 1,7-диметилсечової кислоти. В іншому шляху параксантин розщеплюється на 5-ацетиламіно-6-форміламіно-3-метилурацил за допомогою N-ацетилтрансферази 2, який потім розщеплюється на 5-ацетиламіно-6-аміно-3-метилурацил шляхом неферментативного розкладання. У ще одному шляху параксантин метаболізується CYPIA2, утворюючи 1-метилксантин, який потім може метаболізуватися ксантиноксидазою з утворенням 1-метилсечової кислоти.
Деякі запропоновані шляхи синтезу кофеїну використовують параксантин як проміжний продукт. Однак його відсутність в аналізах рослинних алкалоїдів означає, що вони рідко, якщо взагалі виробляються безпосередньо рослинами.

## Фармакологія та фізіологічні ефекти
Як і кофеїн, параксантин є психоактивним стимулятором центральної нервової системи (ЦНС) .

### Фармакодинаміка
Дослідження показують, що, подібно до кофеїну, одночасний антагонізм рецепторів аденозину відповідає за стимулюючі ефекти параксантину. Спорідненість зв'язування параксантин-аденозинового рецептора (21 мкМ для A1 , 32 мкМ для A2 A , 4,5 мкМ для A2 B і >100 для мкМ для A3) є подібною або трохи сильнішою, ніж кофеїн, але слабшою, ніж теофілін.
Параксантин є селективним інгібітором цГМФ-переважної активності фосфодіестерази (PDE9) і, як припускають, збільшує вивільнення глутамату та дофаміну шляхом посилення сигналізації оксиду азоту. Активація шляху оксид азоту — цГМФ може бути причиною деяких поведінкових ефектів параксантину, які відрізняються від ефектів кофеїну.
Параксантин є конкурентним неселективним інгібітором фосфодіестерази, який підвищує внутрішньоклітинний цАМФ, активує PKA, інгібує TNF-альфа і синтез лейкотрієну, а також зменшує запалення та вроджений імунітет.
На відміну від кофеїну, параксантин діє як ферментативний ефектор Na + /K + АТФази . В результаті він відповідає за посилений транспорт іонів калію в скелетну м'язову тканину. Подібним чином, сполука також стимулює збільшення концентрації іонів кальцію в м'язах.

### Фармакокінетика
Фармакокінетичні параметри параксантину подібні до параметрів кофеїну, але суттєво відрізняються від параметрів теоброміну та теофіліну, інших основних метаболітів метилксантину, похідних від кофеїну в людини (табл. 1).
| Текст заголовка | Період напіввиведення з плазми(t 1/2 ; год) | Обсяг розподілу(V; л/кг) | Плазмовий кліренс(CL; мл/хв/кг) |
| --------------- | ------------------------------------------- | ------------------------ | ------------------------------- |
| Кофеїн          | 4,1 ± 1,3                                   | 1,06 ± 0,26              | 2,07 ± 0,96                     |
| Параксантин     | 3,1 ± 0,8                                   | 1,18 ± 0,37              | 2,20 ± 0,91                     |
| Теобромін       | 7,2 ± 1,6                                   | 0,79 ± 0,15              | 1,20 ± 0,40                     |
| Теофілін        | 6,2 ± 1,4                                   | 0,77 ± 0,17              | 0,93 ± 0,22                     |

### Використання
Параксантин є інгібітором фосфодіестерази типу 9 (PDE9), і він продається як дослідницька молекула для цієї ж мети.

## Токсичність
Вважається, що параксантин виявляє меншу токсичність, ніж кофеїн і метаболіт кофеїну, теофілін . На моделі миші внутрішньоочеревинне введення параксантину в дозі 175 мг/кг/день не призводило до загибелі тварини чи явних ознак стресу; для порівняння, внутрішньоочеревинна ЛД50 для кофеїну у мишей становить 168 мг/кг. У дослідженнях клітинних культур in vitro повідомляється, що параксантин менш шкідливий, ніж кофеїн, і найменш шкідливий з метаболітів, отриманих кофеїном, з точки зору токсичності для гепатоцитів.
Як і інші метилксантини, параксантин, як повідомляється, є тератогенним при введенні у високих дозах; але це менш сильний тератоген порівняно з кофеїном і теофіліном. Дослідження на мишах щодо потенціювання впливу метилксантинів, які вводилися разом з мітоїцином С, на тератогенність показало, що частота вроджених вад для кофеїну, теофіліну та параксантину становила 94,2 %, 80 % та 16,9 % відповідно; Крім того, середня вага при народженні значно зменшилася у мишей, які отримували кофеїн або теофілін при одночасному введенні з мітоміцином С, але не для параксантину, який вводили разом з мітоміцином С.
У дослідженні in vitro з використанням людських лімфоцитів повідомлялося, що параксантин є значно менш кластогенним порівняно з кофеїном або теофіліном.